# Pruszków WKD
Pruszków WKD – przystanek Warszawskiej Kolei Dojazdowej położony przy ul. Kraszewskiego i Ewy w Pruszkowie. 
W roku 2022 wymiana pasażerska na przystanku wyniosła 3 000-4 000 osób.

## Ruch pociągów
| Linia | Trasa                                                                                             | Takt       |
| ----- | ------------------------------------------------------------------------------------------------- | ---------- |
|       | Warszawa Śródmieście WKD - Pruszków WKD - Komorów - Podkowa Leśna Główna - Grodzisk Maz. Radońska | 15/60 min. |
|       | Warszawa Śródmieście WKD - Pruszków WKD - Komorów - Podkowa Leśna Główna - Milanówek Grudów       | 30/60 min. |

## Opis przystanku

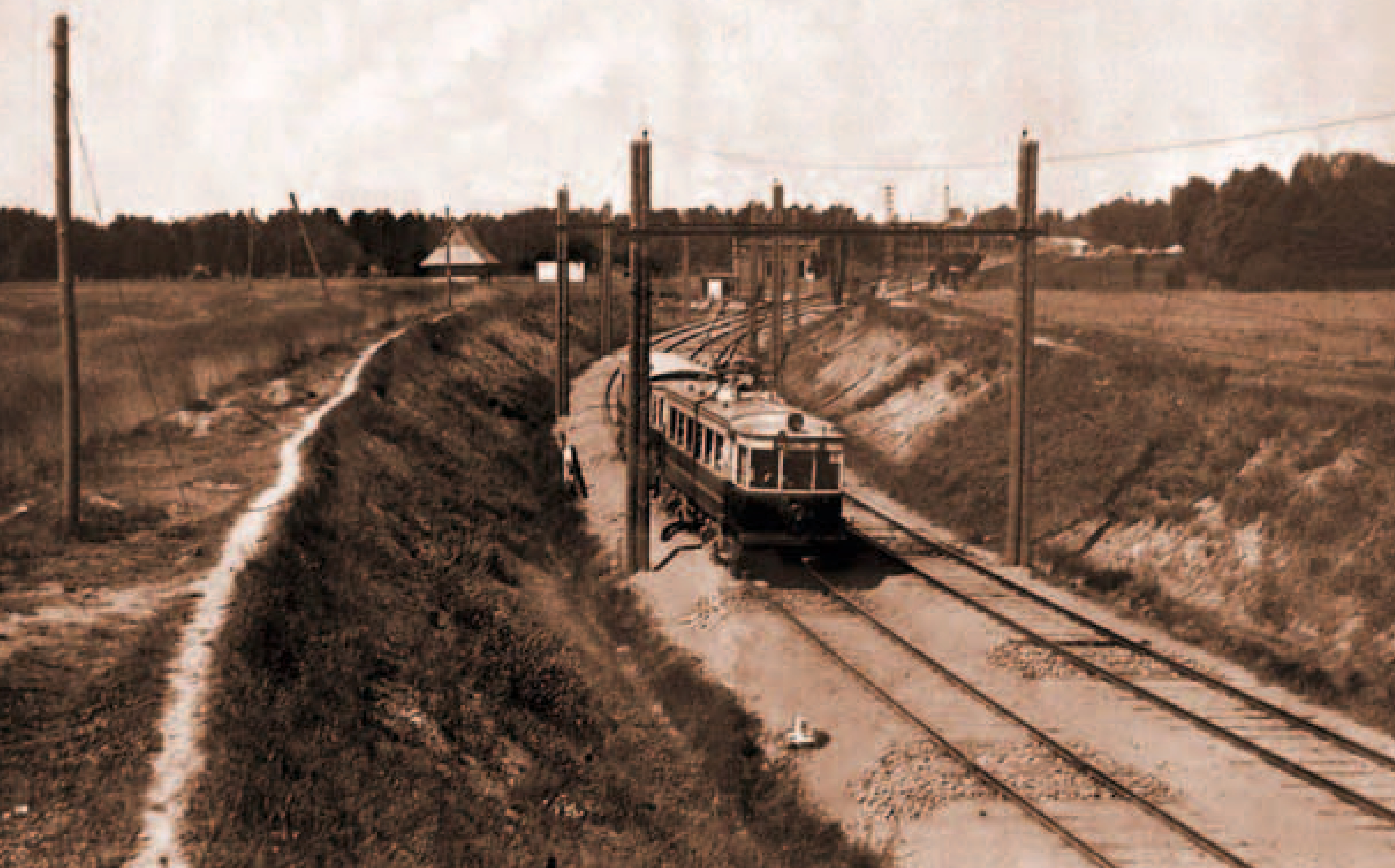
Wagon EN80 odjeżdżający z przystanku WKD Pruszków w stronę Komorowa (ok. 1930)

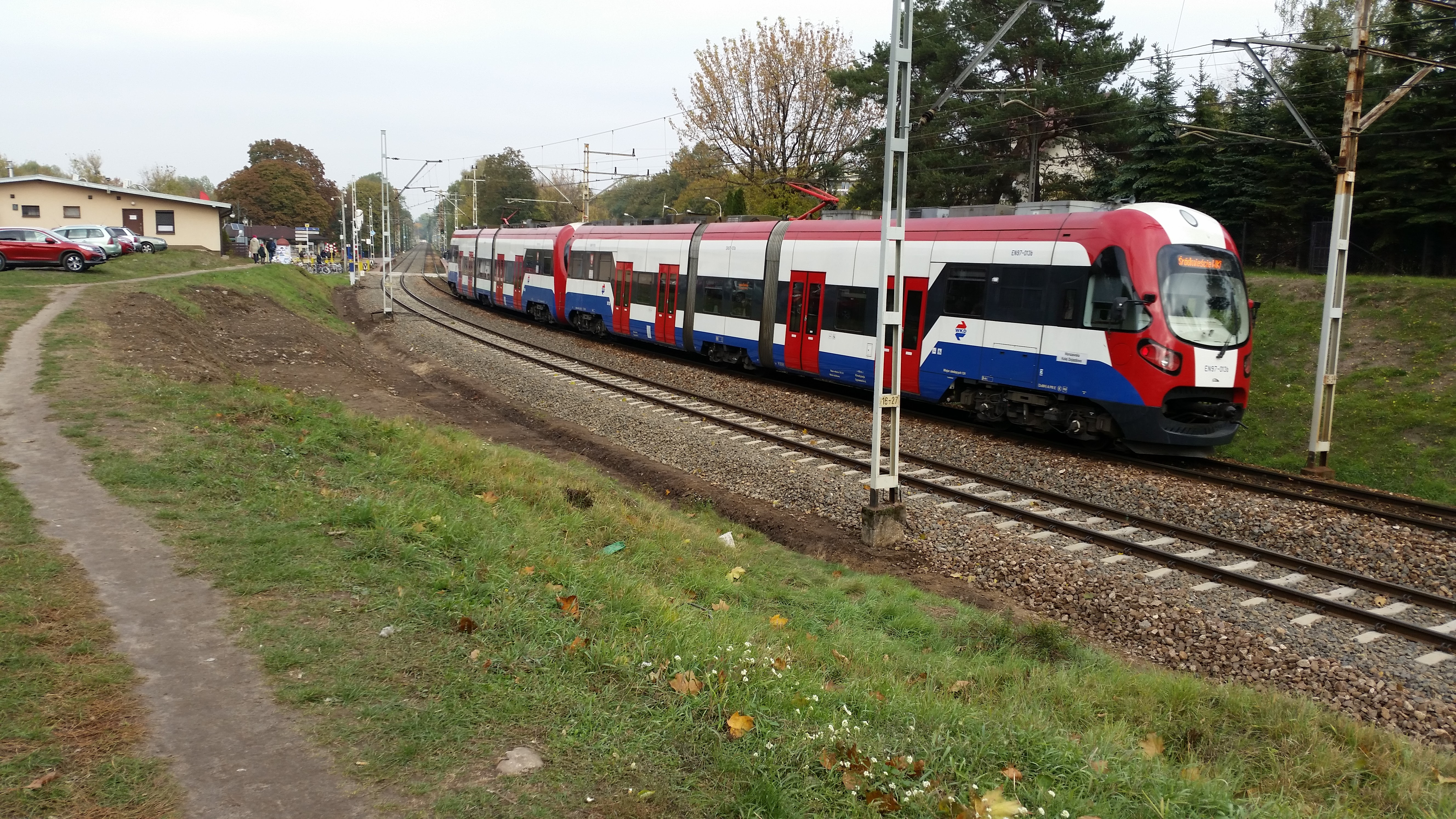
Skład EN97 wjeżdża na przystanek WKD Pruszków od strony Komorowa

### Peron
Przystanek składa się z dwóch peronów bocznych leżących naprzeciwko siebie. Każdy peron posiada jedną krawędź peronową.
- Na peronie 1 zatrzymują się pociągi jadące w kierunku Warszawy
- Na peronie 2 zatrzymują się pociągi jadące w kierunku Grodziska Mazowieckiego

### Budynek stacyjny
Przy peronie drugim znajduje się budynek stacyjny z poczekalnią

### Przejście przez tory
Na zachodniej głowicy peronów, przy wejściu na przystanek, znajduje się przejście naziemne przez tory. Łączy ono ul. Ewy z ul. Kraszewskiego.